# 礦泉井城
礦泉井城（英語：Mineral Wells）是美国德克萨斯州的一個城市，橫跨帕洛平托郡和帕克郡。據2020年美國人口普查統計，礦泉井城有人口14,820人。